# 実験室
実験室（じっけんしつ、英語: laboratory）は、化学、工学、生物学などの実験、試験、作業に供される、条件や環境を整えた、あるいは任意に設定出来る部屋（施設）である。ラボラトリー（laboratory）、ラボとも呼ばれる。英語のlaboratoryは研究所の意味で使用されることもある。類義語として「研究室」という用語もあるが、こちらは研究組織、単位を指すこともある。
実験室は、学校（理科室）、大学、民間研究機関、製薬企業や石油化学企業で見られるような企業研究・試験施設、政府系規制・法医学調査機関、診療所、クリニック、病院、地域・国立紹介センターなどといった様々な場所にある。

## 概要
実験室の構成および内容はそこで作業する専門家が何を必要とするかで決まる。物理学実験室には加速器や真空チャンバーがあるかもしれないし、金属工学実験室は金属の鋳造や精錬、あるいはそれらの強度を試験するための器具があるかもしれない。化学者や生物学者は「ウェット」な実験室を使用するのに対して、心理学者の研究室は被験者の振る舞いを観察するためのマジックミラーと隠しカメラ付きの部屋かもしれない。計算機科学者によって一般的に使用されるような「ドライ」な実験室では、コンピュータシミュレーションやデータ解析を行うために計算機やスーパーコンピュータが使用される。その他の分野の科学者もまた異なる種類の実験室を使用する。工学者（エンジニア）は技術機器を設計、製造、試験するために実験室を使用する。
科学実験室は、学校や大学、企業、政府、軍の施設、船上や宇宙船において研究室あるいは学習スペースとして使用されることがある。

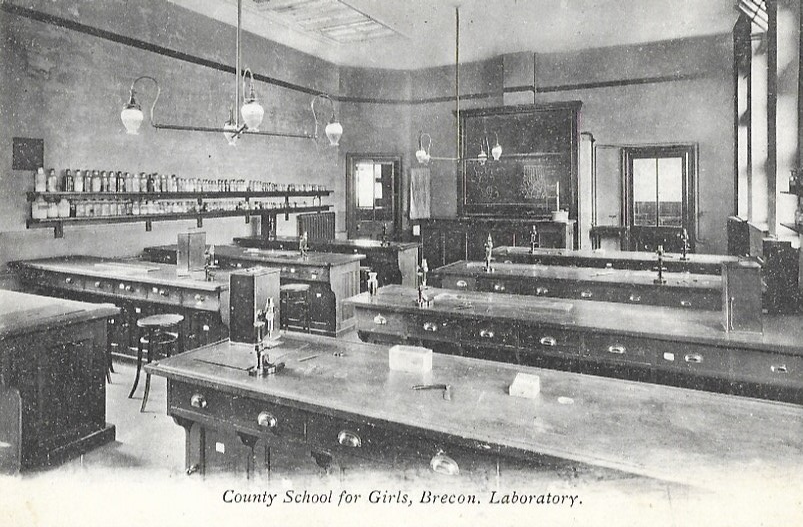
ブレコン・カウンティー女子校の実験室

## 歴史
第二次世界大戦中の巨大科学の出現によって、実験室や科学装置の大きさ増大した。

### 初期の実験室
現存する証拠による最も初期の実験室は、古代ギリシアの哲学者・科学者であるピタゴラスの自宅の実験室である。この実験室はピタゴラスが弦の振動の音色や音に関する実験を行った時に作られた。
1885年のアルベルト・エデルフェルトによるルイ・パスツールを描いた絵では、パスツールは左手に持ったノートと右手に持った固体で見たされた瓶を見比べており、個人用保護具を着用していない。
チームでの研究は19世紀に始まり、多くの新しい種類の器具が20世紀に開発された。
2002年に、16世紀の錬金術地下実験室がプラハで偶然発見された。神聖ローマ皇帝ルドルフ2世が所有者であると信じられた。この実験室はSpeculum Alchemiae（ラテン語で「錬金術の鏡」の意味）と呼ばれ、博物館として保存されている。

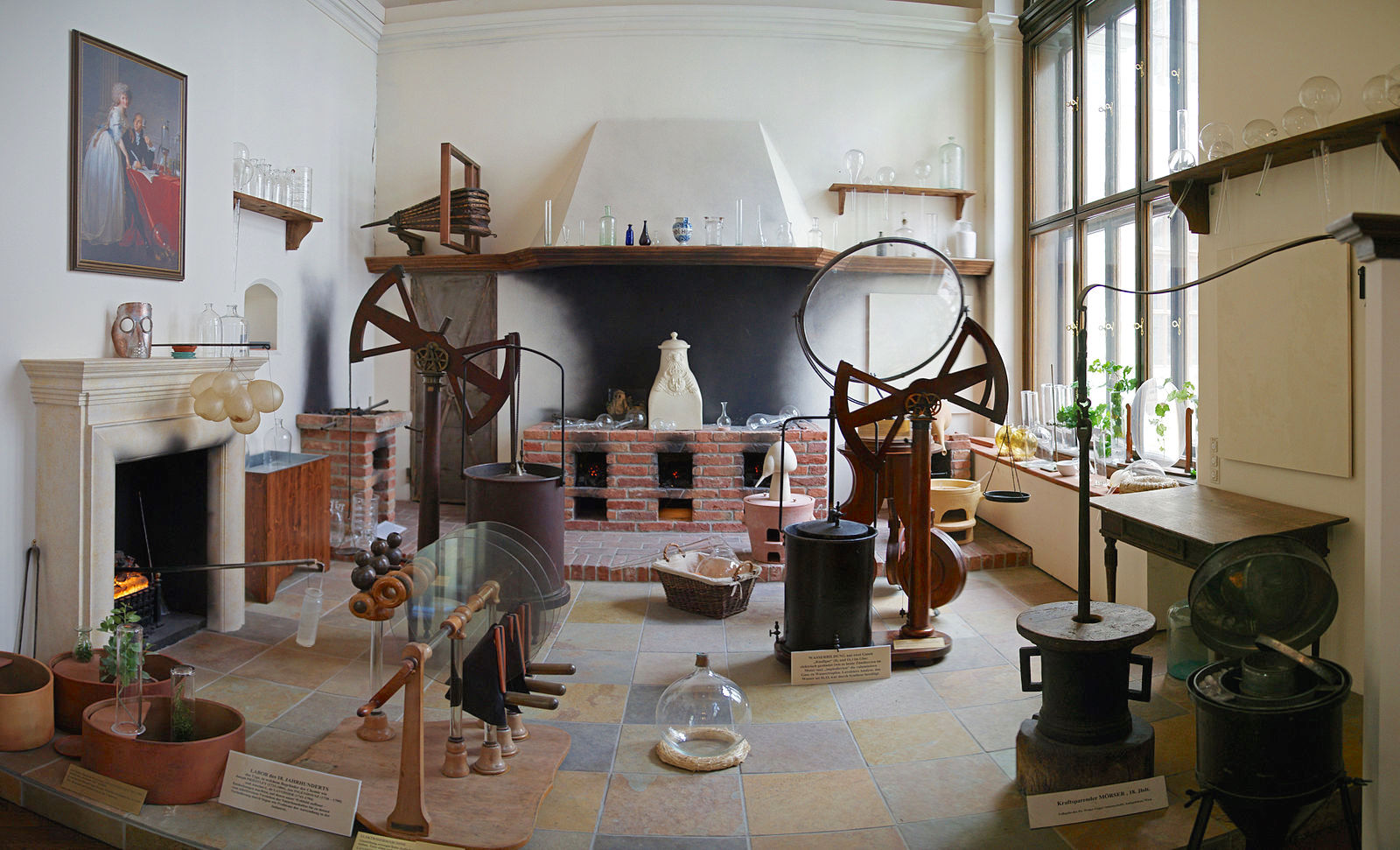
18世紀の化学実験室。アントワーヌ・ラヴォアジエや同時代の人々によって使われた類のもの
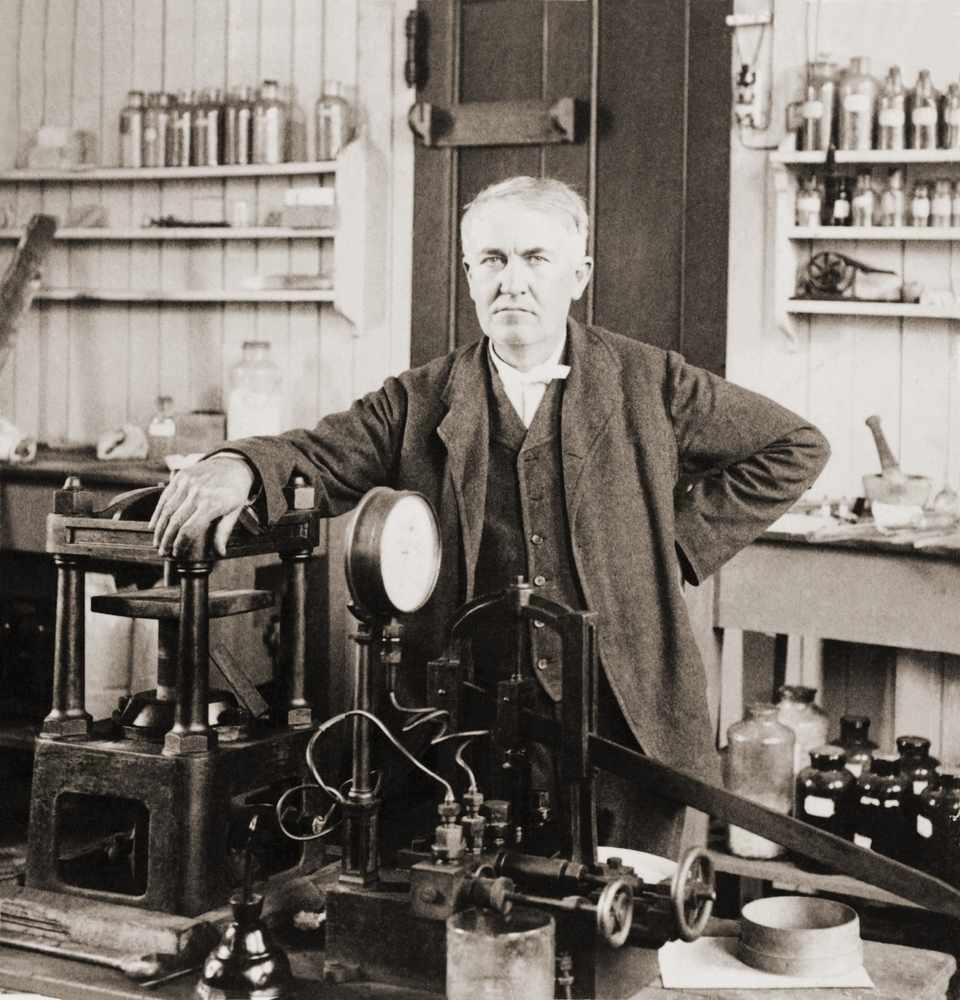
実験室でのトーマス・エジソン、1901年
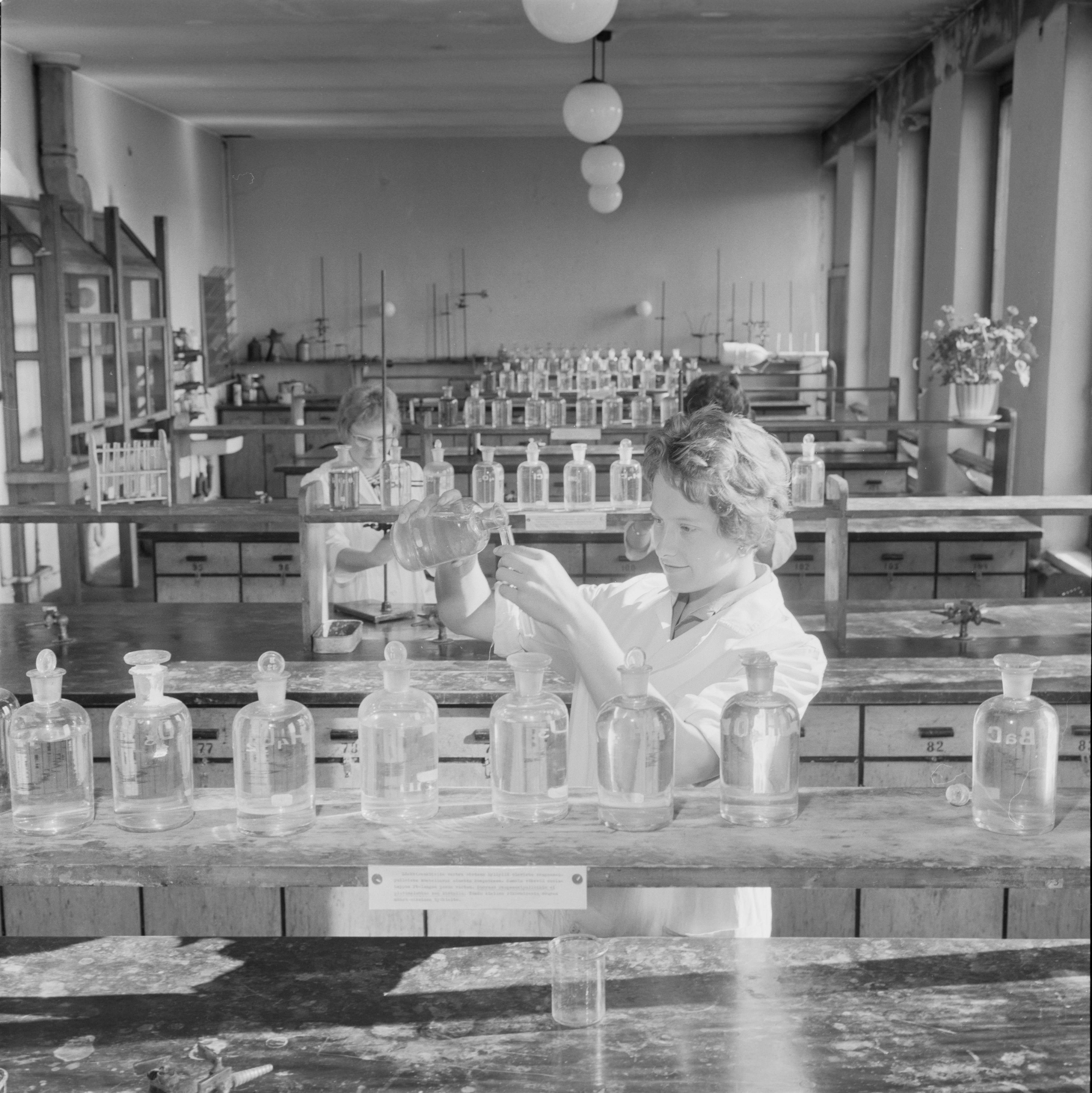
ヘルシンキ大学化学科の実験室、1960年9月23日
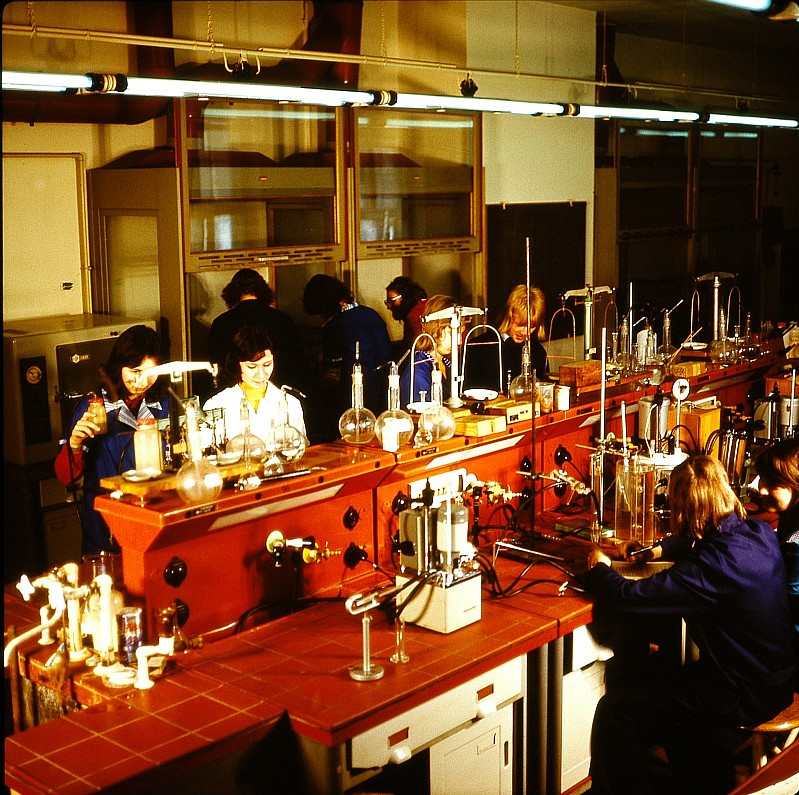
1970年代の実験室
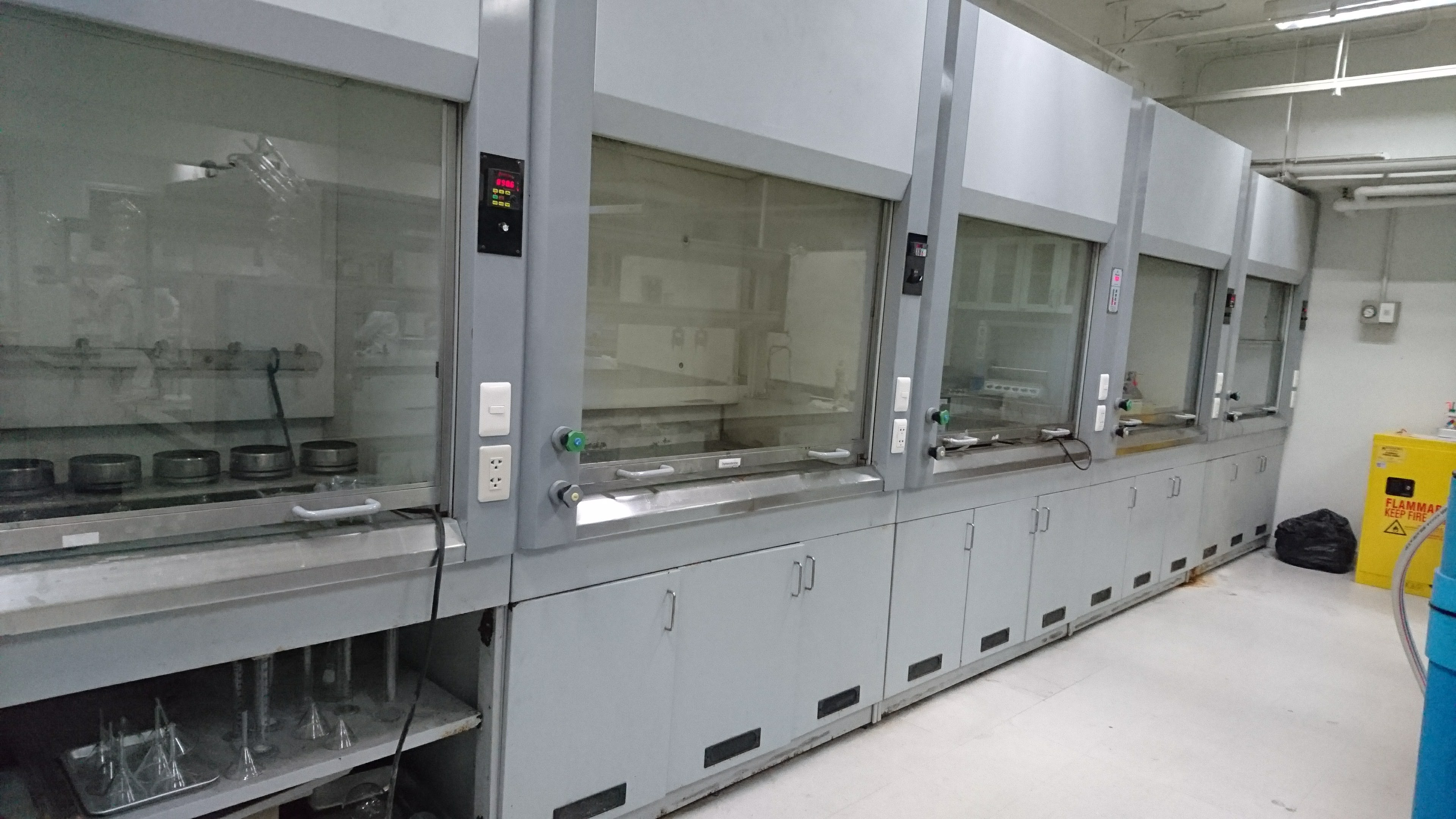
2009年以降のマヒドン大学インターナショナルカレッジ（英語版）（タイ）の化学実験室
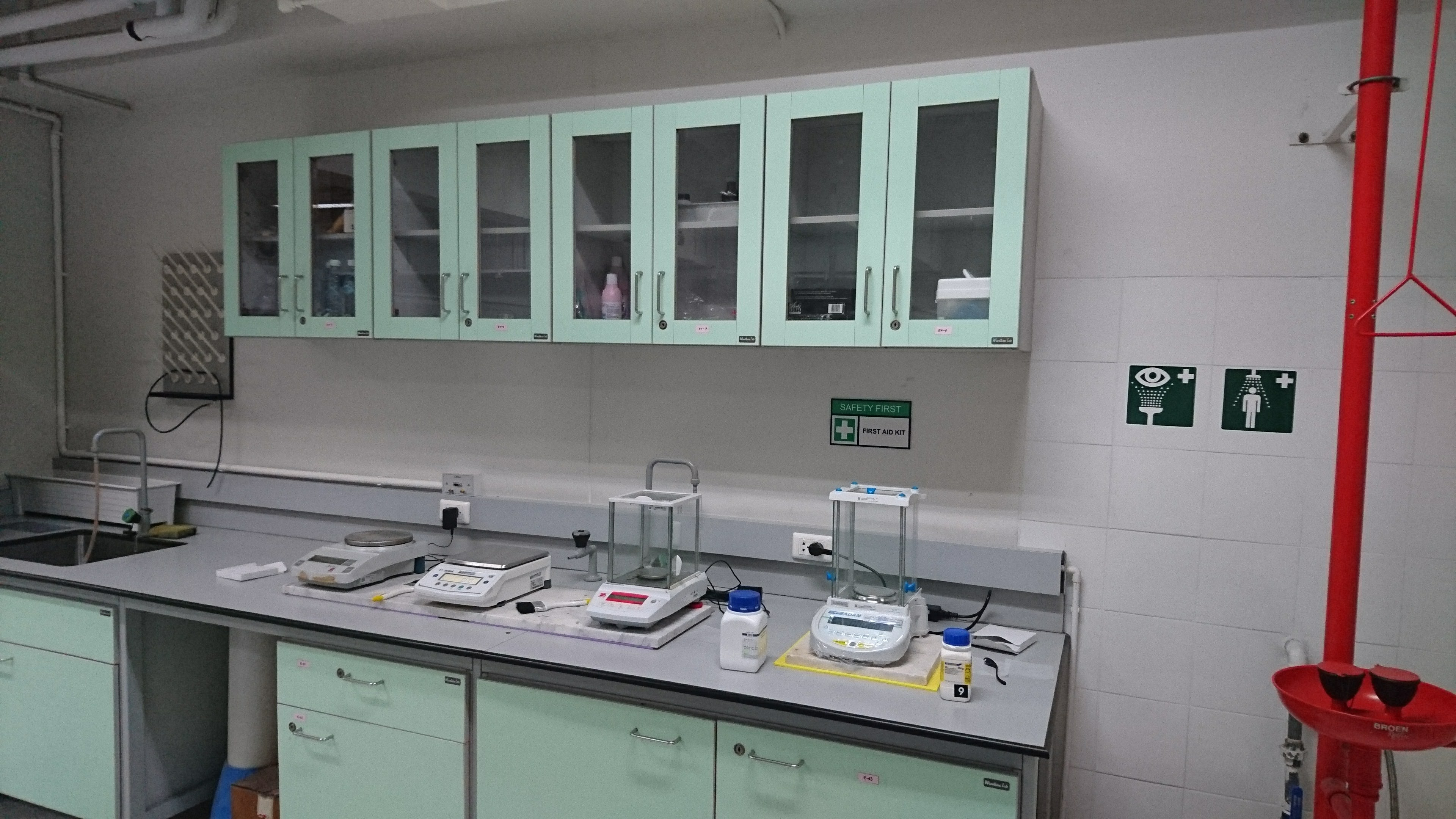
2000年代初頭のマヒドン大学インターナショナルカレッジ（タイ）の化学実験室の天秤台
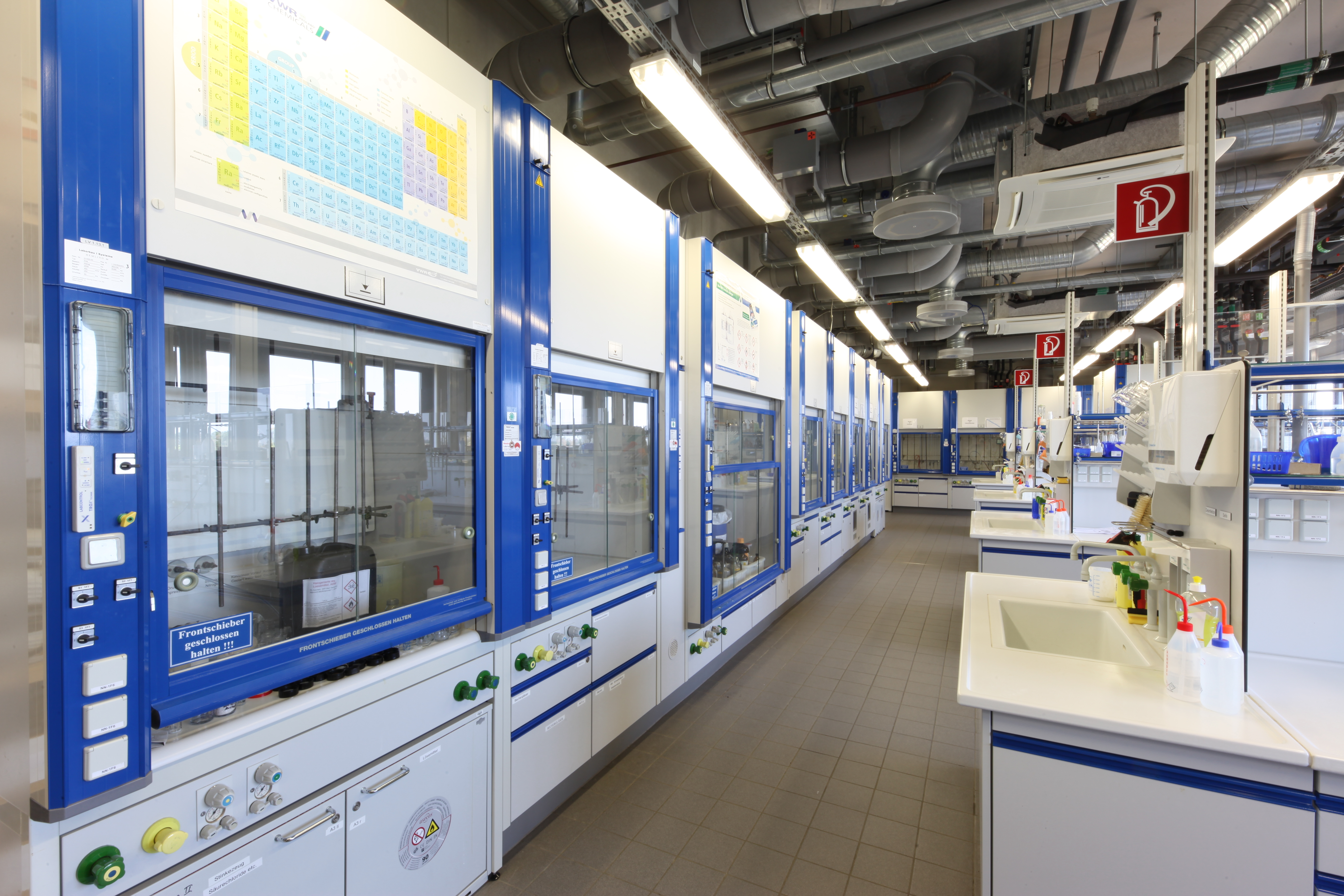
アーヘン応用科学大学（英語版）（ドイツ）ユーリッヒキャンパスの有機化学実験室

## 技術
実験技術は、化学、生物学、物理学といった自然科学において実験を実行するために使われる一式の手順であり、それらの全てが科学的方法に従う。実験技術の一部ではガラス器具から電子機器まで複雑な実験機器を使用するが、より専門的あるい高価な消耗品を必要とすることもある。

## 設備と消耗品

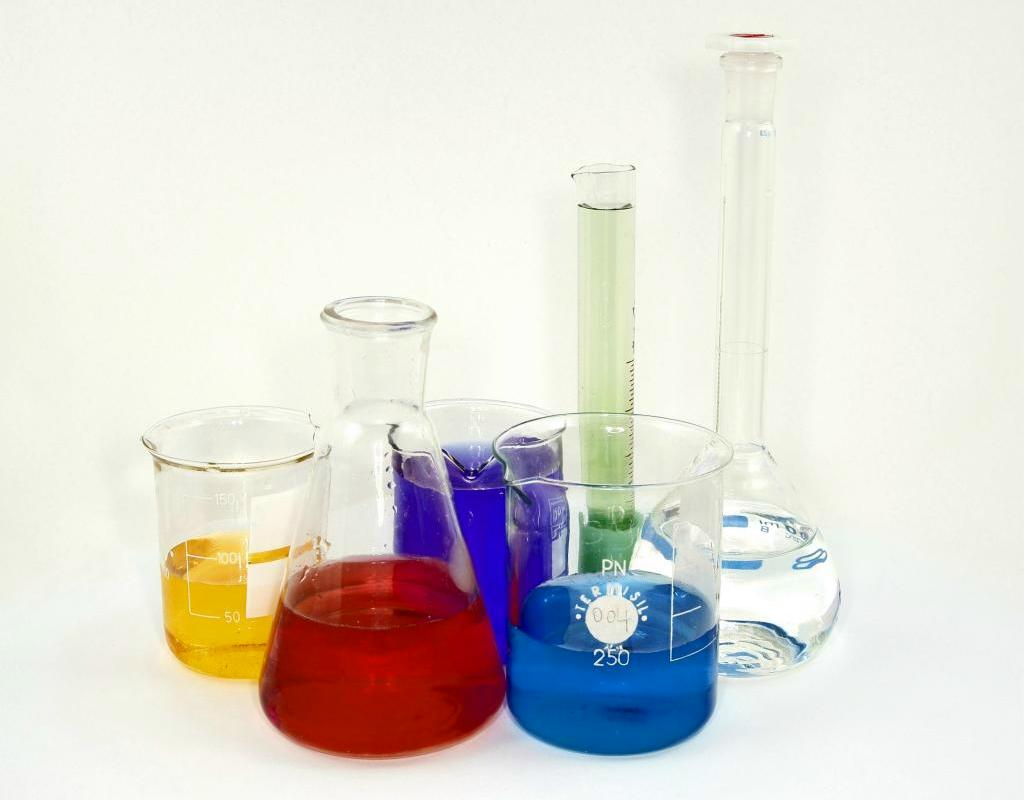
3つのビーカー、1つの三角フラスコ、1つのメスシリンダー、1つのメスフラスコ

実験器具とは、実験室での科学的作業で使用される様々な道具や設備を指す。実験器具は一般的に実験を行うためか、測定を行ってデータを集めるために使われる。より大型あるいはより高度な設備は一般的に科学機器と呼ばれる。
古典的な設備としては、ブンゼンバーナーや顕微鏡といった道具や、スキナー箱、分光測色計、熱量計といった専門的な設備もある。

### 化学実験室
- ビーカーやフラスコ、試薬瓶（英語版）といったガラス器具
- HPLC、紫外可視分光光度計、赤外分光光度計、核磁気共鳴分光計、質量分析計、X線回折装置といった分析装置
- ドラフトチャンバー
- 電子天秤
- マグネチックスターラー
- グローブボックス
- 蒸留装置
- 真空ポンプ

### 分子生物学実験室/生命科学実験室
- オートクレーブ
- 顕微鏡
- 遠心機
- 振盪機（英語版）およびミキサー
- ピペット
- サーマルサイクラー（`CR）
- 光度計
- 冷蔵庫および冷凍庫
- 万能材料試験機
- 超低温冷凍庫
- インキュベーター
- バイオリアクター
- 安全キャビネット
- クリーンベンチ
- DNAシーケンサー
- 人工気候室（英語版）
- 加湿器
- 秤
- 試薬（消耗品）
- ピペットチップ（消耗品）
- プラスチック器具（消耗品）

## 特殊実験室
- 暗室
- 計算機室
- 鑑識・鑑定室
- クリーンルーム
- 放射性同位元素実験室
- 組換えDNA実験室（P1 - P4）
- 病原体取り扱い実験室

## 安全性

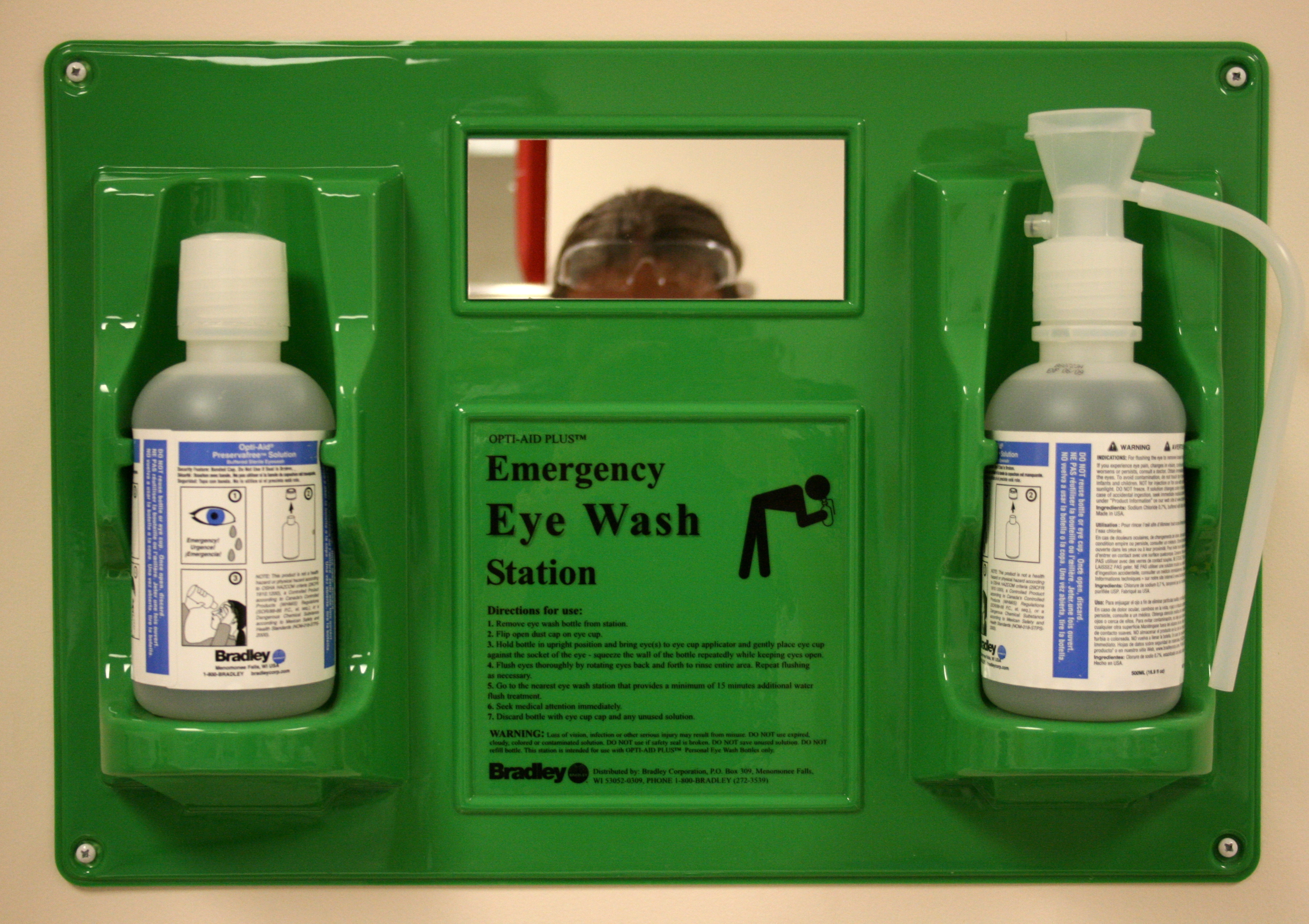
実験室中の洗眼ステーション

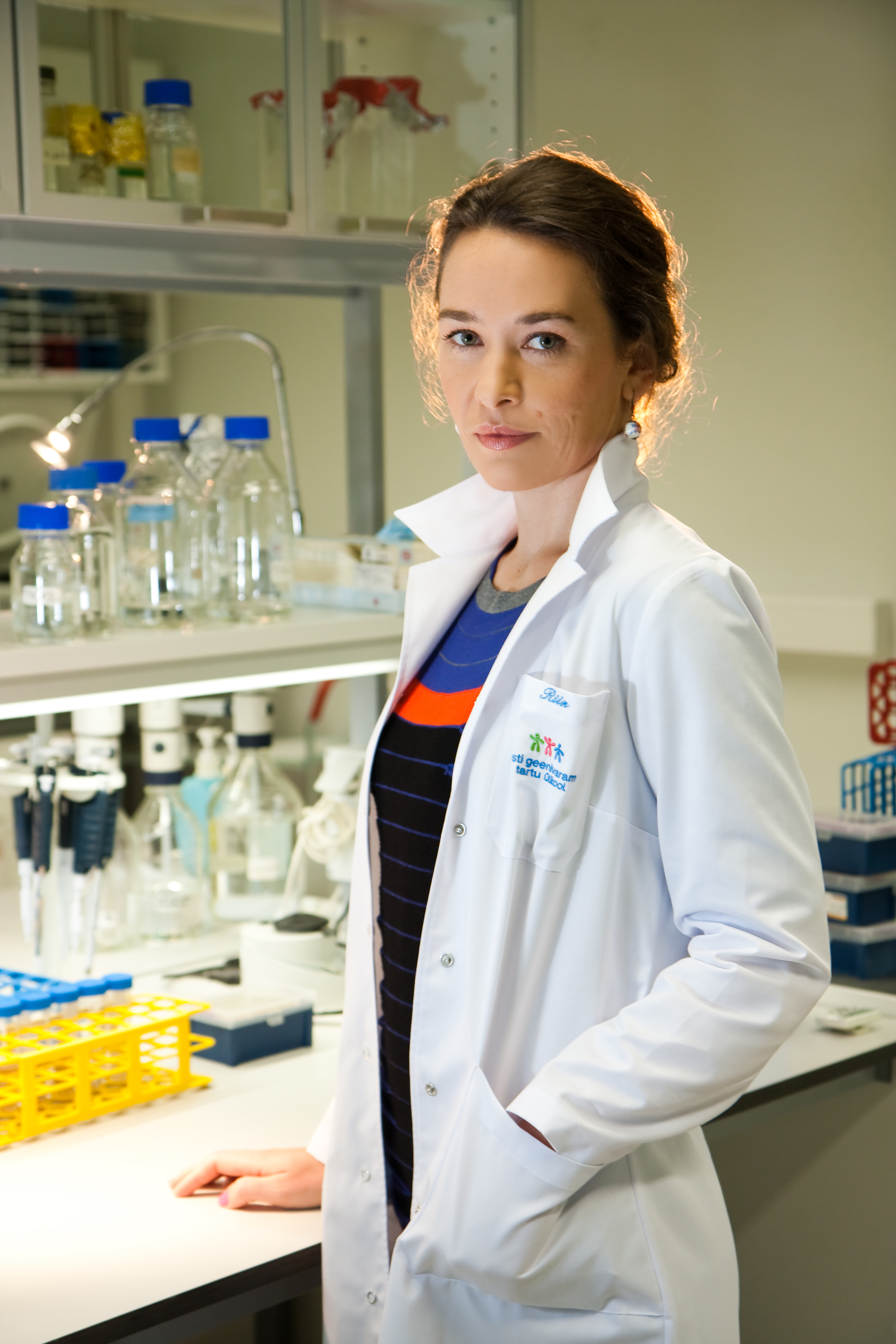
実験用白衣を着用している遺伝学者リーン・タム。前のボタンを留めていないため誤った着用法である。袖口がゴムや紐で絞れるものが推奨される。また、実験室では保護メガネやグローブを着用しなければならない。

多くの実験室には危険が存在する。実験室での危険には毒物、感染性因子、可燃性・爆発性・放射性物質、作動中の機械、極端な温度、レーザー、強磁場、高電圧などがある。したがって、安全上の予防措置が極めて大切である。個人のリスクを最小するためにルールが存在し、実験室使用者を怪我から防護し、緊急事態への対応を支援するために安全装備が使われる。
アメリカ合衆国では労働安全衛生庁（OSHA）が、実験室における危険化学物質への職務上の暴露に関する基準を調整している。この基準はしばしば「Laboratory Standard」と呼ばれる。この基準の下で、実験室は「化学物質管理計画」（CHP）を作成する必要がある。